# Besao
Besao là một đô thị hạng 5 ở tỉnh tỉnh Mountain, Philippines. Theo điều tra dân số năm 2000, đô thị này có dân số 9.875 người trong 1.735 hộ. 

## Barangay
Besao được chia thành 14 barangay.
- Agawa
- Ambagiw
- Banguitan
- Besao East
- Besao West
- Catengan
- Gueday
- Lacmaan
- Laylaya
- Padangan
- Payeo
- Suquib
- Tamboan
- Kin-iway (Poblacion.)